# Dellia monticola
Dellia monticola is een rechtvleugelig insect uit de familie van de veldsprinkhanen (Acrididae). De wetenschappelijke naam van deze soort werd in 1999 gepubliceerd door Daniel E. Perez-Gelabert en Daniel Otte. De soort komt voor op het eiland Hispaniola.